# 2011 en boxe anglaise
| Années de la boxe anglaise : 2008 - 2009 - 2010 - 2011 - 2012 - 2013 - 2014    |
| Décennies de la boxe anglaise : 1980 - 1990 - 2000 - 2010 - 2020 - 2030 - 2040 |

Résumé de l'année 2011 en boxe anglaise.

## Boxe professionnelle

### Janvier
- 08/01/11 : Beibut Shumenov (11-1, 7 KO), champion WBA poids mi-lourds, bat par KO au 6e round William Joppy (39-7-2, 30 KO).
- 29/01/11 : Nkosinathi Joyi (21-0, 15 KO), champion IBF poids pailles, conserve sa ceinture après un verdict sans décision au 3e round à la suite d'une blessure de Katsunari Takayama (24-4, 10 KO).
- 29/01/11 : Timothy Bradley (27-0, 11 KO), champion WBO poids welters, remporte aux points le combat de réunification contre Devon Alexander (21-1, 13 KO), champion WBC.
- 31/01/11 : Ryol Li Lee (17-2-1, 8 KO), champion WBA poids super coqs, perd aux points contre Akifumi Shimoda (23-2-1, 10 KO).
- 31/01/11 : Takashi Uchiyama (17-0, 14 KO), champion WBA poids super plumes, bat au 8e round Takashi Miura (20-2-2, 16 KO).

### Février
- 05/02/11 : Tomás Rojas (35-12-1, 23 KO), champion WBC poids super-mouches, conserve son titre aux points contre Nobuo Nashiro (14-3-1, 9 KO).
- 11/02/11 : Oleydong Sithsamerchai (35-1-1, 13 KO), champion WBC poids pailles, s'incline au 5e round contre Kazuto Ioka (7-0, 5 KO).
- 12/02/11 : Omar Andrés Narváez (33-0-2, 19 KO), champion WBO poids super-mouches, bat aux points Victor Zaleta (17-2, 9 KO).
- 12/02/11 : Steve Cunningham (24-2, 12 KO), champion IBF poids lourds-légers, s'impose aux points face à Enad Licina (19-3, 10 KO).
- 18/02/11 : Jan Zaveck (31-1, 18 KO), champion IBF poids welters, bat par KO au 5e round Paul Delgado (25-10-1, 4 KO).
- 19/02/11 : Fernando Montiel (44-3-2, 34 KO), champion WBO & WBC poids coqs, perd au 2e round contre Nonito Donaire (26-1, 18 KO).
- 19/02/11 : Felix Sturm (35-2-1, 15 KO), champion WBA poids moyens, stoppe au 7e round Ronald Hearns (26-2, 20 KO).
- 26/02/11 : Julio César Miranda (35-5-1, 28 KO), champion WBO poids mouches stoppe au 4e round Arden Diale (14-6-3, 3 KO).
- 26/02/11 : Gilberto Keb Baas (35-20-4, 22 KO), champion WBC poids mi-mouches bat par abandon à l’appel du 9e round Jose Antonio Aguirre (35-10-1, 21 KO).

### Mars
- 05/03/11 : Saúl Álvarez (36-0-1, 26 KO) bat aux points Matthew Hatton (41-5-2, 16 KO) et s'empare du titre vacant de champion WBC poids super-welters.
- 05/03/11 : Zab Judah (41-6, 28 KO) stoppe au 7e round Kaizer Mabuza (23-7-3, 14 KO) pour le titre vacant de champion IBF poids super-légers.
- 12/03/11 : Ricky Burns (31-2, 8 KO), champion WBO poids super-plumes, bat par abandon à l'appel du 8e round Joseph Laryea (14-5, 11 KO).
- 12/03/11 : Miguel Vázquez (28-3, 12 KO), champion IBF poids légers, domine aux points Leonardo Zappavigna (25-1, 17 KO).
- 12/03/11 : Sergio Gabriel Martinez (47-2-2, 26 KO), champion WBC poids moyens, bat au 8e round Serhiy Dzinziruk (37-1, 23 KO).
- 12/03/11 : Miguel Angel Cotto (36-2, 29 KO), champion WBA poids super-welters, bat au 12e round Ricardo Mayorga (29-8-1, 23 KO).
- 19/03/11 : Lucian Bute (28-0, 23 KO), champion IBF poids super-moyens, bat au 10e round  Brian Magee (34-4-1, 24 KO).
- 19/03/11 : Román González (28-0, 23 KO), champion WBA poids mi-mouches, bat aux points Manuel Vargas (29-8-1, 14 KO).
- 19/03/11 : Vitali Klitschko (42-2, 39 KO), champion WBC poids lourds, s'impose au 1er round sur blessure contre Odlanier Solis (17-1, 12 KO).
- 26/03/11 : Steve Molitor (33-2, 12 KO), champion IBF poids super-coqs, s'incline aux points contre Takalani Ndlovu (32-6, 18 KO).
- 26/03/11 : Moruti Mthalane (27-2, 18 KO), champion IBF poids mouches, bat au 5e round vs. Johnriel Casimero (14-2, 8 KO).
- 26/03/11 : Yuriorkis Gamboa (20-0, 16 KO) stoppe au 4e round Jorge Solis (40-3-2, 29 KO).
- 26/03/11 : Dmitry Pirog (18-0, 14 KO), champion WBO poids moyens, domine aux points Javier Francisco Maciel (18-2, 12 KO).

### Avril
- 02/04/11 : Marco Huck (32-1, 23 KO), champion WBO poids lourds-légers, conserve son titre aux points face à Ran Nakash (25-1, 18 KO).
- 02/04/11 : Giovani Segura (27-1-1, 23 KO), champion WBO poids mi-mouches, stoppe au 3e round Iván Calderón (34-2-1, 6 KO).
- 02/04/11 : Luis Concepcion (22-2, 17 KO) est mis KO au 11e round par Hernan Márquez (30-2, 23 KO) pour le titre de champion WBA poids mouches.
- 02/04/11 : Krzysztof Wlodarczyk (45-2-1, 32 KO), champion WBC poids lourds-légers, s'impose aux points contre Francisco Palacios (20-1, 13 KO).
- 08/04/11 : Hozumi Hasegawa (44-3-1, 32 KO), champion WBC poids plumes, cède son titre au 4e round face à Jhonny González (48-7, 42 KO).
- 08/04/11 : Toshiaki Nishioka (38-4, 24 KO), champion WBC poids super-coqs, met KO au 9e round Mauricio Javier Munoz (21-32, 9 KO).
- 08/04/11 : Takahiro Aoh (21-2-1, 10 KO), champion WBC poids super-plumes, bat par arrêt de l'arbitre au 4e round Humberto Mauro Gutierrez (28-3-1, 20 KO).
- 09/04/11 : Robert Stieglitz (40-2, 23 KO), champion WBO poids super-moyens, bat Khoren Gevor (31-6, 16 KO) par disqualification au 10e round.
- 16/04/11 : Juan Manuel López (30-1, 27 KO), champion WBO poids plumes, est stoppé au 8e round par Orlando Salido (35-11-2, 23 KO).
- 16/04/11 : Andre Berto (27-1, 21 KO), champion WBC poids welters, perd au point son titre face à Victor Ortiz (29-2-2, 22 KO).
- 16/04/11 : Amir Khan (25-1, 17 KO), champion WBA poids super-légers, bat par décision technique après blessure au 6e round Paul McCloskey (22-1, 11 KO).
- 16/04/11 : Omar Andrés Narváez (34-0-2, 19 KO), champion WBO poids super-mouches, conserve son titre aux points face à Cesar Seda (20-0, 15 KO).
- 17/04/11 : Chris John (45-0-2, 22 KO), champion WBA poids plumes, bat aux points Daud Cino Yordan (27-2, 21 KO).
- 19/04/11 : Kwanthai Sithmorseng (31-1-1, 17 KO), champion WBA poids pailles, perd par KO au 9e round contre Muhammad Rachman (64-10-5, 33 KO).
- 30/04/11 : Luis Alberto Lazarte (48-10-2, 18 KO), champion IBF poids mi-mouches s'incline aux points contre Ulises Solis (33-2-3, 21 KO).
- 30/04/11 : Jesús Géles (12-2-1, 5 KO) perd par KO au 4e round face à Ramón García Hirales (15-2-1, 8 KO) pour le titre de champion WBO poids mi-mouches.
- 30/04/11 : Raúl García (30-1-1, 18 KO) bat au 3e round Rommel Asenjo (20-3, 16 KO) pour le titre de champion WBO poids pailles.
- 30/04/11 : Gilberto Keb Baas (35-21-4, 22 KO), champion WBC poids mi-mouches, perd sa ceinture au 10e round  face à Adrián Hernández (21-1-1, 13 KO).

### Mai
- 07/05/11 : Manny Pacquiao (53-3-2, 38 KO), champion WBO poids welters, bat aux points Shane Mosley (46-7-1, 39 KO).
- 07/05/11 : Wilfredo Vázquez Jr. (20-1-1, 17 KO), champion WBO poids super-coqs, est stoppé au 12e round par Jorge Arce (57-6-2, 44 KO).
- 07/05/11 : Sebastian Sylvester (34-4-1, 16 KO), champion IBF poids moyens, perd son titre aux points face à Daniel Geale (25-1, 15 KO).
- 14/05/11 : Cristian Mijares (42-6-2, 18 KO), champion IBF poids super-mouches, bat aux points Carlos Rueda (16-4-1, 13 KO).
- 14/05/11 : Andre Ward (24-0, 13 KO), champion WBA poids super-moyens, bat aux points Arthur Abraham (32-2, 26 KO).
- 21/05/11 : Jean Pascal (26-2-1, 16 KO), champion WBC poids mi-lourds, s'incline aux points contre Bernard Hopkins (52-5-2, 32 KO).
- 21/05/11 : Tomás Rojas (36-12-1, 24 KO), champion WBC poids super-mouches, contraint Juan Jose Montes (19-2, 12 KO) à l'abandon au 12e round.
- 21/05/11 : Nathan Cleverly (22-0, 11 KO) bat au 4e round Aleksy Kuziemski (21-3, 5 KO) pour le titre de champion WBO poids mi-lourds.

### Juin
- 04/06/11 : Carl Froch (28-1, 20 KO), champion WBC poids super-moyens, bat aux points Glen Johnson (51-15-2, 35 KO).
- 04/06/11 : Julio Cesar Chavez Jr (43-0-1, 30 KO) bat aux points Sebastian Zbik (30-1, 10 KO) et s'empare de la ceinture WBC des poids moyens.
- 11/06/11 : Omar Andrés Narváez (35-0-2, 19 KO), champion WBO poids super-mouches, bat aux points William Urina (17-2, 14 KO).
- 17/06/11 : Anselmo Moreno (31-1-1, 11 KO), champion WBA poids coqs, bat au 8e round Lorenzo Parra (31-3-1, 18 KO).
- 18/06/11 : Saúl Álvarez (37-0-1, 27 KO), champion WBC poids super-welters, bat au 12e round Ryan Rhodes (45-5, 31 KO).
- 18/06/11 : Miguel Vázquez (29-3, 13 KO), champion IBF poids légers, bat par KO au 2e round Marlon Aguilar (25-11-1, 18 KO).
- 25/06/11 : Felix Sturm (36-2-1, 15 KO), champion WBA poids moyens, bat aux points Matthew Macklin (28-3, 19 KO).
- 25/06/11 : Humberto Soto (56-7-2, 32 KO), champion WBC poids légers, bat aux points Motoki Sasaki (36-9-1, 23 KO).
- 25/06/11 : Tavoris Cloud (23-0, 19 KO), champion IBF poids mi-lourds, stoppe au 8e round Yusaf Mack (29-4-2, 17 KO).
- 25/06/11 : Cornelius Bundrage (31-4, 18 KO), champion IBF poids super-welters, conserve son titre aux points face à Sechew Powell (26-3, 15 KO).

### Juillet
- 01/07/11 : Pongsaklek Wonjongkam (85-3-1, 44 KO), champion WBC poids mouches, bat aux points Takuya Kogawa (17-2, 10 KO).
- 02/07/11 : Wladimir Klitschko (56-3, 49 KO), champion IBF et WBO poids lourds, bat aux points David Haye (25-2, 23 KO) et s'empare de la ceinture WBA.
- 02/07/11 : Hernan Márquez (31-2, 24 KO), champion WBA poids mouches, stoppe au 3e round Edrin Dapudong (22-4, 13 KO).
- 09/07/11 : Hugo Fidel Cázares (35-6-2, 25 KO), champion WBA poids super-mouches, bat par KO au 3e round Arturo Badillo (20-2, 18 KO).
- 09/07/11 : Jhonny González (49-7, 43 KO), champion WBC poids plumes, stoppe à la 4e reprise Tomas Villa (23-8-4, 14 KO).
- 09/07/11 : Lucian Bute (29-0, 24 KO), champion IBF poids super-moyens, bat par KO au 4e round Jean-Paul Mendy (29-1-1, 16 KO).
- 09/07/11 : Akifumi Shimoda (23-3-1, 10 KO), champion WBA poids super-coqs, perd son titre par KO au 7e round face à Rico Ramos (20-0, 11 KO).
- 16/07/11 : Julio César Miranda (35-6-1, 28 KO), champion WBO poids mouches, perd aux points sa ceinture face à Brian Viloria (29-3, 16 KO).
- 16/07/11 : Román González (29-0, 24 KO), champion WBA poids mi-mouches, bat par arrêt de l'arbitre à la 7e reprise Omar Salado (22-4-2, 13 KO).
- 16/07/11 : Ricky Burns (32-2, 9 KO), champion WBO poids super-plumes, bat dès le premier round Nicky Cook (30-3, 16 KO).
- 16/07/11 : Marco Huck (33-1, 24 KO), champion WBO poids lourds-légers, stoppe au 10e round Hugo Hernán Garay (34-6, 18 KO).
- 23/07/11 : Orlando Salido (36-11-2, 24 KO), champion WBO poids plumes, conserve son titre contre Kenichi Yamaguchi (17-2-2, 4 KO) par arrêt de l'arbitre au 11e round.
- 23/07/11 : Amir Khan (26-1, 18 KO), champion WBA poids super-légers, bat par KO au 5e round Zab Judah (41-7, 28 KO), champion IBF.
- 29/07/11 : Billy Dib (32-1, 19 KO) vs. Jorge Lacierva (39-8-6, 26 KO) pour le gain du titre vacant de champion IBF poids plumes.
- 29/07/11 : Beibut Shumenov (12-1, 8 KO), champion WBA poids mi-lourds, stoppe au 9e round Danny Santiago (31-5-1, 19 KO).
- 30/07/11 : Muhammad Rachman (64-11-5, 33 KO), champion WBA poids pailles, perd sa ceinture aux points contre Pornsawan Porpramook (23-3-1, 16 KO).

### Août
- 10/08/11 : Kazuto Ioka (8-0, 5 KO), champion WBC poids pailles, bat aux points Juan Hernandez (18-2, 13 KO).
- 13/08/11 : Joseph Agbeko (28-3, 22 KO), champion IBF poids coqs, cède son titre aux points face à Abner Mares (22-0-1, 13 KO).
- 19/08/11 : Tomás Rojas (36-13-1, 24 KO), champion WBC poids super-mouches, perd aux points sa ceinture face à Suriyan Sor Rungvisai (19-5-1, 7 KO).
- 26/08/11 : Viacheslav Senchenko (32-0, 21 KO), champion WBA poids welters, stoppe au 6e round Marco Antonio Avendano (30-8-1, 22 KO).
- 27/08/11 : Ulises Solis (34-2-3, 21 KO), champion IBF poids mi-mouches, bat aux points Jether Oliva (17-1-1, 11 KO)
- 27/08/11 : Raul Garcia (30-2-1, 18 KO), champion WBO poids pailles, cède sa ceinture aux points face à Moises Fuentes (14-1, 6 KO).
- 31/08/11 : Daniel Geale (26-1, 15 KO), champion IBF poids super-moyens, bat aux points Eromosele Albert (24-5-1, 12 KO).
- 31/08/11 : Hugo Fidel Cázares (35-7-2, 25 KO), champion WBA poids super-mouches, perd aux points contre Tomonobu Shimizu (19-3-1, 9 KO).

### Septembre
- 03/09/11 : Jan Zaveck (31-2, 18 KO), champion IBF poids welters, perd sa ceinture par jet de l'éponge à la fin du 5e round face à Andre Berto (28-1, 22 KO).
- 10/09/11 : Juan Carlos Salgado (24-1-1, 16 KO) bat aux points Argenis Mendez (18-2, 9 KO) et s'empare du titre vacant de champion IBF poids super-plumes.
- 10/09/11 : Vitali Klitschko (43-2, 40 KO), champion WBC poids lourds, bat par arrêt de l'arbitre au 10e round Tomasz Adamek (44-2, 28 KO).
- 15/09/11 : Jhonny González (50-7, 44 KO), champion WBC poids plumes, bat Rogers Mtagwa (27-15-2, 19 KO) par arrêt de l'arbitre à la 2e reprise.
- 17/09/11 : Victor Ortiz (29-3-2, 22 KO), champion WBC poids welters, s'incline par KO au 4e round face à Floyd Mayweather Jr. (42-0, 26 KO).
- 17/09/11 : Erik Morales (52-7, 36 KO) bat par abandon à l'issue du 10e round Pablo Cesar Cano (22-1-1, 17 KO) et s'empare du titre vacant de champion WBC poids super-légers.
- 17/09/11 : Saúl Álvarez (31-0-1, 28 KO), champion WBC poids super-welters, bat par KO au 6e round Alfonso Gomez (23-5-2, 12 KO).
- 24/09/11 : Jorge Arce (58-6-2, 45 KO), champion WBO poids super-coqs, bat par KO au 4e round Simphiwe Nongqayi (16-2-1, 6 KO).
- 24/09/11 : Adrián Hernández (22-1-1, 14 KO), champion WBC poids mi-mouches, bat par KO au 2e round Gideon Buthelezi (12-3, 4 KO).
- 25/09/11 : Dmitry Pirog (19-0, 15 KO), champion WBO poids moyens, contraint à l'abandon au 10e round Gennady Martirosyan (22-3, 11 KO).

### Octobre
- 01/10/11 : Steve Cunningham (24-3, 12 KO), champion IBF poids lourds-légers, perd aux points sur décision technique au 6e round contre Yoan Pablo Hernández (25-1, 13 KO).
- 01/10/11 : Román González (30-0, 25 KO), champion WBA poids mi-mouches, bat par KO à la 2e reprise Omar Soto (22-8-2, 15 KO).
- 01/10/11 : Toshiaki Nishioka (39-4-3, 24 KO), champion WBC poids super-coqs, bat aux points Rafael Márquez (40-7, 36 KO).
- 08/10/11 : Rodrigo Guerrero (16-3-1, 10 KO) bat aux points au 6e round Raúl Martínez (28-2, 16 KO) et remporte le titre vacant de champion IBF poids super-mouches.
- 08/10/11 : Ramon Garcia Hirales (16-3-1, 9 KO), champion WBO poids mi-mouches, s'incline aux points face à Donnie Nietes (29-1-3, 16 KO).
- 15/10/11 : Nathan Cleverly (23-0, 11 KO), champion WBO poids mi-lourds, conserve son titre aux points face à Tony Bellew (16-1, 10 KO).
- 15/10/11 : Le combat Bernard Hopkins (52-5-2, 32 KO), champion WBC poids mi-lourds, vs. Chad Dawson (31-1, 17 KO) est stoppé au 2e round et jugé sans décision.
- 15/10/11 : Antonio DeMarco (26-2-1, 19 KO) s'empare du titre vacant de champion WBC poids légers en stoppant au 11e round Jorge Linares (30-2, 20 KO).
- 21/10/11 : Pongsaklek Wonjongkam (83-3-1, 45 KO), champion WBC poids mouches, bat aux points Édgar Sosa (43-7, 26 KO).
- 22/10/11 : Nonito Donaire (27-1, 18 KO), champion WBO & WBC poids coqs, conserve ses titres aux points contre Omar Andres Narvaez (35-1-2, 19 KO).
- 22/10/11 : Marco Huck (34-1, 25 KO), champion WBO poids lourds-légers, bat par KO au 6e round Rogelio Omar Rossi (17-3-1, 11 KO).
- 24/10/11 : Pornsawan Porpramook (23-4-1, 16 KO), champion WBA poids pailles, s'incline au 10e round contre Akira Yaegashi (15-2, 8 KO).
- 28/10/11 : Moruti Mthalane (28-2, 19 KO), champion IBF poids mouches, conserve sa ceinture aux points par arrêt de l'arbitre au 7e round contre Andrea Sarritzu (32-5-4, 12 KO).
- 29/10/11 : Takalani Ndlovu (33-6, 18 KO), champion IBF poids super-coqs, bat aux points  Giovanni Caro (22-10-4, 17 KO).
- 29/10/11 : Hernan Márquez (32-2, 25 KO), champion WBA poids mouches, bat par KO au 1er round Luis Concepcion (23-3, 18 KO).

### Novembre
- 04/11/11 : Suriyan Sor Rungvisai (20-4-1, 7 KO), champion WBC poids super-mouches, bat aux points Nobuo Nashiro (15-4-1, 9 KO).
- 05/11/11 : Guillermo Jones (38-3-2, 30 KO), champion WBA poids lourds-légers, stoppe au 6e round Michael Marrone (20-4, 15 KO).
- 05/11/11 : Lucian Bute (30-0, 24 KO), champion IBF poids super-moyens, conserve sa ceinture aux points face à Glen Johnson (51-16-2, 35 KO).
- 06/11/11 : Takahiro Ao (22-2-1, 10 KO), champion WBC poids super-plumes, bat aux points Devis Boschiero (29-1-1, 14 KO).
- 06/11/11 : Shinsuke Yamanaka (15-0-2, 11 KO) remporte le titre vacant de champion poids coqs WBC en battant au 11e round Christian Esquivel (24-3, 18 KO).
- 12/11/11 : Manny Pacquiao (54-3-2, 38 KO), champion WBO poids welters, bat aux points Juan Manuel Marquez (53-6-1, 39 KO).
- 12/11/11 : Timothy Bradley (28-0, 12 KO), champion WBO poids super-légers bat par jet de l'éponge au 8e round Joel Casamayor (38-6-1, 22 KO).
- 19/11/11 : Julio Cesar Chavez Jr (44-0-1, 31 KO), champion WBC poids moyens, bat au 5e round Peter Manfredo Jr (37-7, 20 KO).
- 19/11/11 : Billy Dib (33-1, 20 KO), champion IBF poids plumes, conserve son titre par KO au 1er round contre Alberto Servidei (31-1-2, 7 KO).
- 26/11/11 : Saúl Álvarez (39-0-1, 29 KO), champion WBC poids super-welters, conserve son titre par arrêt de l'arbitre au 5e round contre Kermit Cintron (33-5-1, 28 KO).
- 26/11/11 : Jorge Arce (59-6-2, 45 KO) remporte aux points le titre vacant de champion WBO poids coqs face à Angky Angkotta (25-6, 14 KO).
- 26/11/11 : Adrien Broner (22-0, 18 KO) remporte le titre vacant de champion WBO poids super-plumes en battant par KO au 3e round Vicente Martin Rodriguez (34-3-1, 19 KO).
- 30/11/11 : Krzysztof Wlodarczyk (46-2-1, 33 KO), champion WBC poids lourds-légers, bat par arrêt de l'arbitre au 11e round Danny Green (31-5, 27 KO).
- 30/11/11 : Chris John (46-0-2, 22 KO), champion WBA poids plumes, bat aux points Stanyslav Merdov (32-8, 24 KO).

#### Décembre 2011
- 02/12/11 : Felix Sturm (36-2-2, 15 KO), champion WBA poids moyens, fait match nul contre Martin Murray (23-0-1, 10 KO).
- 02/12/11 : Holly Holm (30-2-3, 9 KO) est battue par KO au 7e round par Anne-Sophie Mathis (26-1, 22 KO).
- 03/12/11 : Jhonny González (51-7, 45 KO), champion WBC poids plumes, stoppe dès le 2e round Roinet Caballero (31-11-1, 22 KO).
- 03/12/11 : Abner Mares (23-0-1, 13 KO), champion IBF poids coqs, domine aux points Joseph Agbeko (28-4, 22 KO).
- 03/12/11 : Anselmo Moreno (32-1-1, 11 KO), champion WBA poids coqs, bat aux points Vic Darchinyan (37-4-1, 27 KO).
- 03/12/11 : Miguel Angel Cotto (37-2, 30 KO), champion WBA poids super-welters, conserve sa ceinture par arrêt de l'arbitre au 10e round face à Antonio Margarito (38-8, 27 KO).
- 07/12/11 : Tepparith Kokietgym (19-2, 12 KO), champion WBA poids super-mouches, bat aux points Daiki Kameda (22-3, 14 KO).
- 10/12/11 : Le combat Juan Carlos Salgado (24-1-1, 16 KO), champion IBF poids super-plumes, contre Miguel Beltran Jr (26-1, 17 KO) se termine par un résultat sans décision.
- 10/12/11 : Amir Khan (26-1, 18 KO), champion WBA & IBF poids super-légers vs. Lamont Peterson (29-1-1, 15 KO).
- 11/12/11 : Brian Viloria (30-3, 17 KO), champion WBO poids mouches, stoppe au 8e round Giovani Segura (28-2-1, 24 KO).
- 17/12/11 : Andre Ward (25-0, 13 KO), champion WBA poids super-moyens, bat aux points Carl Froch (28-2, 20 KO), champion WBC.
- 23/12/11 : Adrián Hernández (22-2-1, 14 KO), champion WBC poids mi-mouches, perd son titre par KO au 10e round contre Kompayak Porpramook (44-3, 30 KO).
- 23/12/11 : Pongsaklek Wonjongkam (83-3-2, 44 KO), champion WBC poids mouches, fait match nul contre Hirofumi Mukai (5-1-1, 0 KO).
- 31/12/11 : Takashi Uchiyama (18-0, 15 KO), champion WBA poids super-plumes, bat par arrêt de l'arbitre au 11e round Jorge Solis (40-4-2, 29 KO).
- 31/12/11 : Kazuto Ioka (9-0, 6 KO), champion WBC poids pailles, stoppe au premier round Yodgoen Tor Chalermchai (8-1, 4 KO).

## Boxe amateur
- Du 3 au 10 juin : championnats d'Afrique de boxe amateur 2011.
- Du 17 au 24 juin : championnats d'Europe de boxe amateur 2011.
- Du 3 au 9 septembre : compétitions de boxe aux Jeux africains de 2011.
- Du 22 septembre au 10 octobre : championnats du monde de boxe amateur 2011.
- Du 17 au 22 octobre : championnats d'Europe de boxe amateur femmes 2011.
- Du 21 au 29 octobre : compétitions de boxe aux Jeux panaméricains de 2011.

## Principaux décès
- 22 janvier : Virgil Akins, boxeur américain champion du monde des poids welters (1958), 83 ans.
- 5 février : Pertti Purhonen, boxeur finlandais médaillé de bronze olympique en poids welters (1964), 69 ans.
- 1er mars : Ion Monea, boxeur roumain double médaillé olympique en poids moyens (1960) et mi-lourds (1968), 71 ans.
- 8 mai : Lionel Rose, boxeur australien champion du monde des poids coqs WBA et WBC (1968), 63 ans[1].
- 7 juin : Genaro Hernández, boxeur américain champion du monde des poids super-plumes WBA (1991) et WBC (1997), 45 ans[2].
- 29 juin : Billy Costello, boxeur américain champion du monde des poids super-légers WBC (1984), 55 ans.
- 7 novembre : Joe Frazier, boxeur américain champion olympique des poids lourds en 1964 et champion du monde WBA et WBC de la catégorie en 1970, 67 ans[3].
- 25 novembre : Ron Lyle, boxeur américain champion des États-Unis des poids lourds en 1970, 70 ans.

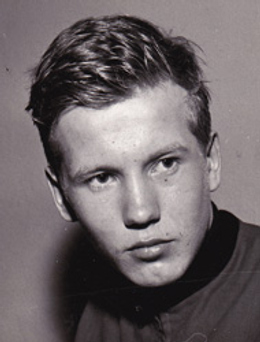
Pertti Purhonen en 1964
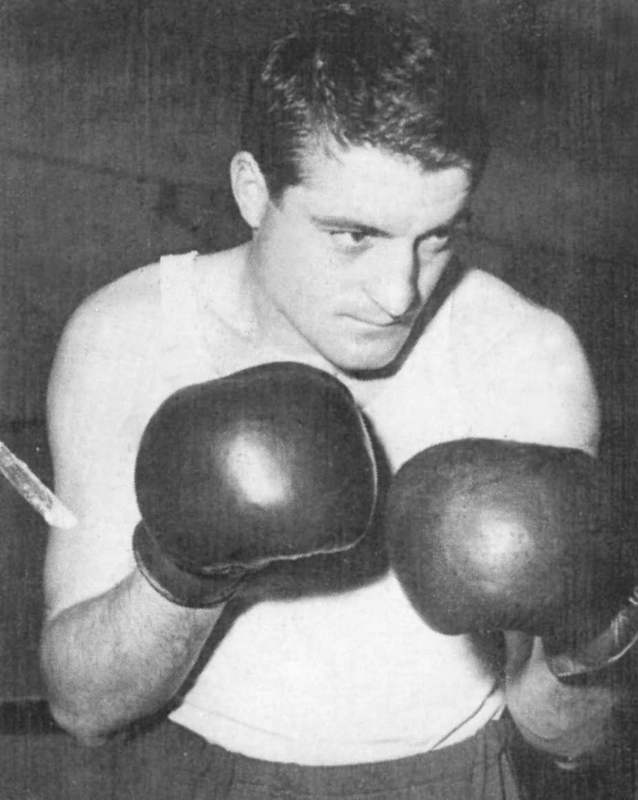
Ion Monea en 1960
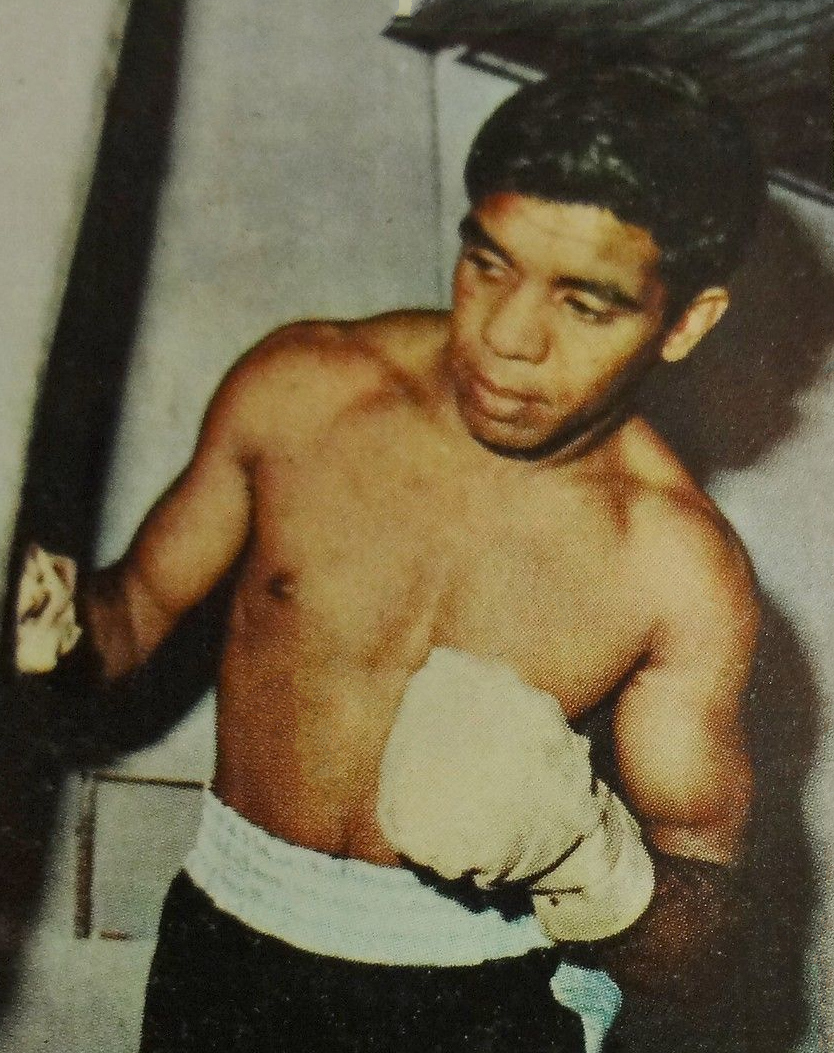
Lionel Rose en 1968
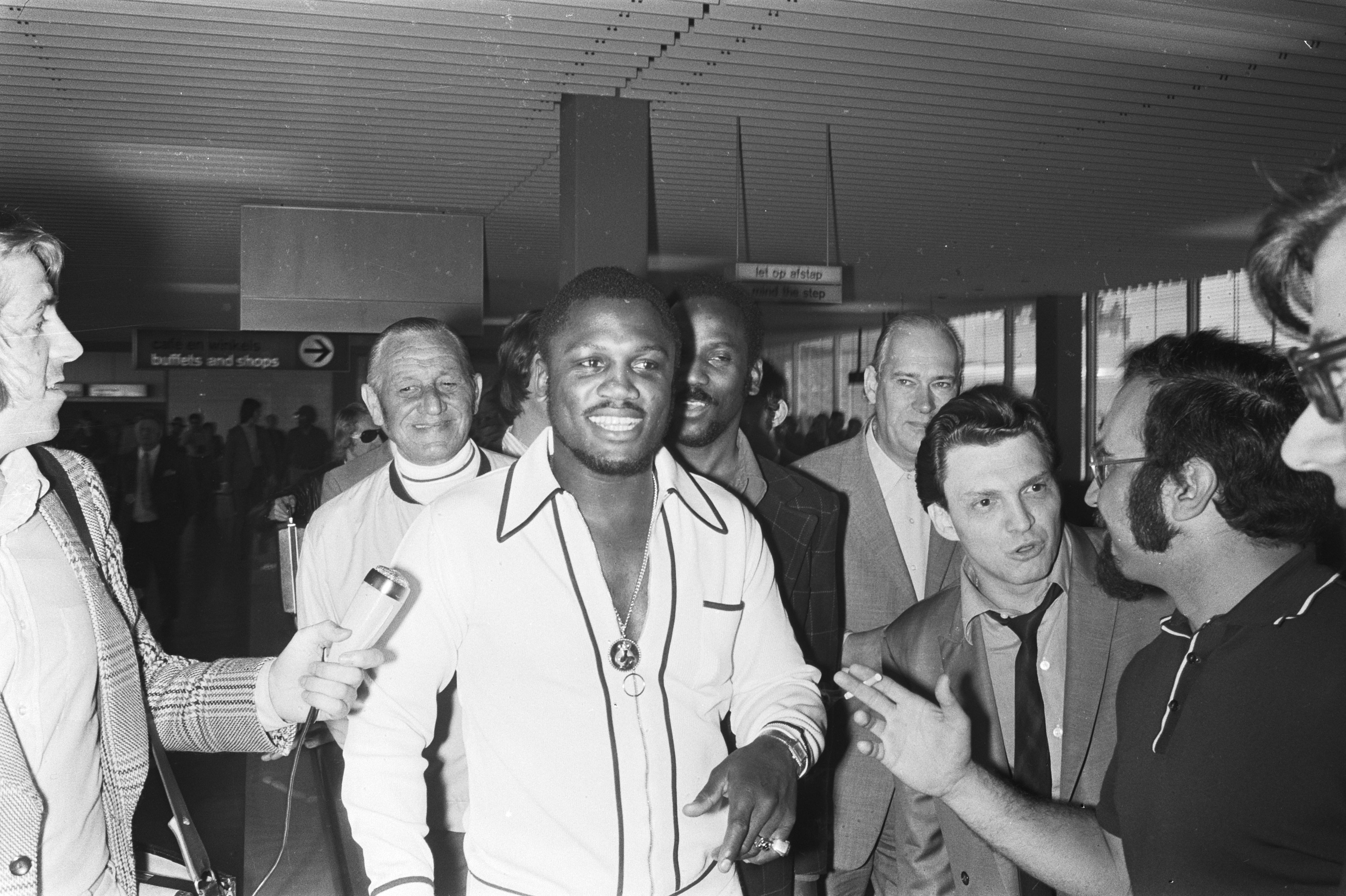
Joe Frazier en 1971
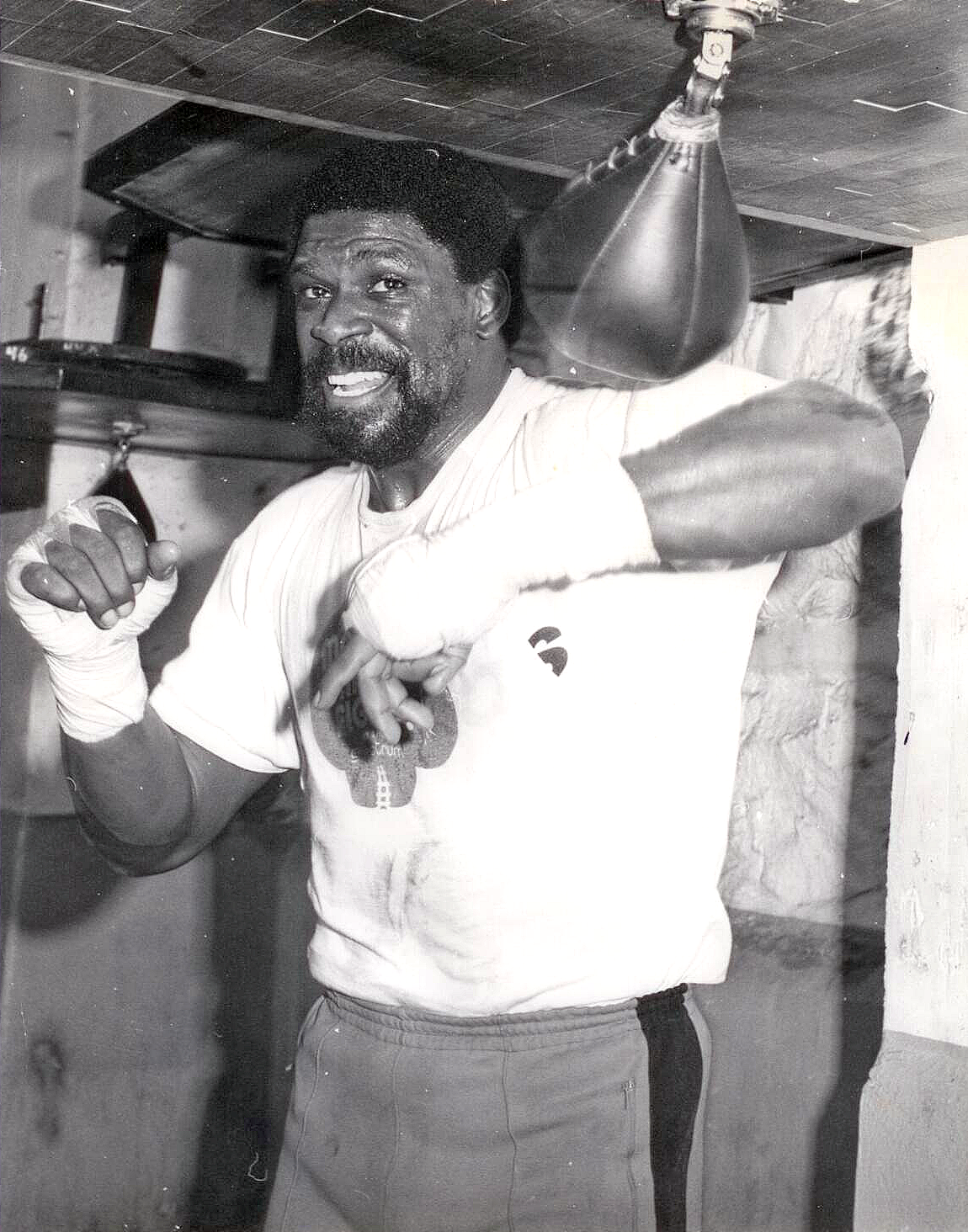
Ron Lyle en 1967